# Іртинь
Ірти́нь (біл. Іртынь) — озеро в Білорусі, в Брагінському районі Гомельської області, за 47 км на південний схід від смт Брагіна, за 1,5 км на північ від села Кірово, на правому березі річки Дніпро.
Озеро старичне. Площа поверхні становить 0,18 км².